# نیاز به دانستن
نیاز به دانستن، به معنی ایجاد محدودیت در زندگی فکری داده‌های بسیار حساس است. معمولاً یک حکومت یا سازمان (به ویژه سازمان‌های مرتبط با نیروی نظامی) از گزاره نیاز به دانستن استفاده می‌کنند. در این نوع از محدودیت «نیاز به دانستن»، حتی اگر کسی همه مجوزهای رسمی لازم(مانند تأییدیه امنیتی) را برای دسترسی به اطلاعات ویژه‌ای داشته باشد، به او اجازه دسترسی به آن اطلاعات یا خواندن آن‌ها در یک عملیات محرمانه، داده نخواهد شد؛ مگر اینکه شخص، نیاز ویژه‌ای به دانستن اطلاعات داشته باشد؛ یعنی دسترسی به آن اطلاعات، برای انجام وظایف آن شخص ضروری باشد. این گزاره، هر کسی را که چنین اطلاعات حساسی داشته باشد را هم در برمی‌گیرد.
بنابراین نیاز به دانستن، یک معیار برای طبقه‌بندی اطلاعات حساس و تعیین سطح دسترسی افراد سازمان به آن است. این معیار در قالب یک سوال به کار می‌رود. آیا این فرد به اطلاعات مورد نظر نیاز دارد؟ اگر پاسخ مثبت باشد و ضرورت نیاز به دانستن برای انجام وظایف در سازمان اثبات شود، مراحل بعدی طی می‌شود. در غیر این صورت، فرد مورد نظر اجازه دسترسی به اطلاعات را نخواهد داشت.
مانند بیشتر سازوکارهای امنیتی، هدف از «نیاز به دانستن» اعمال مَحدودیت دسترسی غیرمجاز و بدون دلیل قانونی متقاعد‌کننده است. هدف دیگر «نیاز به دانستن» کاهش «مرور» اطلاعات حساس با کم کردن شمار افراد دارای دسترسی به آن اطلاعات است.

## نمونه‌ها
عملیات اورلرد در ۱۹۴۴ (میلادی) نمونه‌ای از محدودیت نیاز به دانستن است. باوجود اینکه استفاده از هزاران نفر برای انجام حمله برنامه‌ریزی شده بود، تنها شمار کمی از آنها دربارهٔ هدف کلی پروژه می‌دانستند و به دیگر افراد، تنها اطلاعات کمی برای تکمیل بخش کوچکی از برنامه داده می‌شد.
نمونه دیگر، آزمایش ترینیتی، برای آزمایش نخستین جنگ‌افزار هسته‌ای در ۱۹۴۵ (میلادی) بود.
عملیات والفجر ۸ در دوران دفاع‌مقدس در جنگ تحمیلی ایران و عراق نیز که در سال ۱۳۶۴(هجری خورشیدی) نمونه دیگری از محدودیت نیاز به دانستن است.

## مشکلات و انتقادات
مانند دیگر معیارهای امنیتی، کسانی هستند که می‌خواهند از دسترسی دیگران به اطلاعاتی که دارند جلوگیری کنند تا قدرت خود را بیشتر کنند، یا از بازرسی سرزده از عملکرد خود، جلوگیری کنند؛ یا از انتشار رسوایی‌های شرم‌آور دربارهٔ کارها یا افکار خود جلوگیری کنند. این افراد ممکن است از «نیاز به دانستن» سوء استفاده کنند.
همچنین، از سازوکار «نیاز به دانستن» می‌توان برای پنهان کردن کنش‌های فراقانونی استفاده کرد. ممکن است از دید برخی، این عمل لازم باشد  و از دید دیگری، سوء استفاده‌ای زیان‌بار باشد. بدیهی است که نیاز به دانستن باید معیارهای معینی داشته باشد تا دست‌خوش سلیقهٔ اشخاص نگردد.
«نیاز به دانستن» می‌تواند بر کارکرد کارکنان، اثر بگذارد. هنگامی که به کاربران ماشین حساب‌های مکانیکی آی‌بی‌ام در لس آلاموس، نیومکزیکو در پروژهٔ وای گفته شد که معنی اعدادی که با ماشین حساب‌های خود، محاسبه می‌کنند چیست، سرعت محاسبات آن‌ها به اندازه‌ی چشمگیری افزایش یافت:
آنها باید با ماشین‌های آی‌بی‌ام (سوارخ‌کُن) کار می‌کردند و از ماهیت شماره‌هایی که محاسبه می‌کردند چیزی نمی‌دانستند. کسی چیزی به آنها نگفته بود و همه چیز، کند پیش می‌رفت. من گفتم نخستین کاری که باید کرد این است که به کارکنان فنی گفته شود هدف از کاری که می‌کنند چیست. رابرت اوپنهایمر با بخش حفاظت، گفتگو کرد و اجازه ویژه‌ای برای سخنرانی من برای کارکنان فنی گرفت. پس از سخنرانی، همه آنها هیجان‌زده می‌گفتند: «ما در جنگ هستیم! ما آنچه را که هست می‌بینیم.» آنها فهمیدند که معنی شماره‌هایی که محاسبه می‌کنند چیست. اگر فشار کاری بیشتر می‌شد یعنی انرژی بیشتری آزاد شده‌است. همه‌چیز، زیر و رو شد. آنها شروع به بهینه‌سازی کارهای خود کردند و طرح‌های خود را بهبود دادند. شب‌ها هم کار می‌کردند و حتی در شب نیز نیاز به ناظر نداشتند. آنها به هیچ‌چیزی نیاز نداشتند. همه چیز را می‌فهمیدند و چندین برنامه، اختراع کردند که ما استفاده کردیم.— ریچارد فاینمن، از کتاب حتماً شوخی می‌کنید، جناب فاینمن!

## در رایانش
سازوکارهای محتاطانه دسترسی به کنترل برخی سیستم عامل‌ها، می‌توانند شامل «نیاز به دانستن» باشند. در این صورت، دارندهٔ پرونده، در مورد دسترسی کسان دیگر به آن پرونده تصمیم می‌گیرد. «نیاز به دانستن» اغلب با برنامه‌های کنترل دسترسی اجباری همراه می‌شود که در آن، نبود تأییدیهٔ رسمی (مانند تأییدیهٔ امنیتی) ممکن است مانع دسترسی کامل فرد به اطلاعات شود. این همراهی برای این است که «نیاز به دانستن» می‌تواند یک بررسی مورد به مورد باشد. برنامه‌های کنترل دسترسی اجباری نیز ممکن است بازرسی شوند تا تعیین شود که آیا «نیاز به دانستن» زیر پا گذاشته شده یا نه.
گزارهٔ «نیاز به دانستن»، در مفهوم طراحی رابط کاربر گرافیکی نیز کارایی دارد که در آن، از رایانه برای کنترل تجهیزات پیچیده، مانند هواپیما استفاده می‌شود. در این کاربرد، هنگامی که بخش‌های گوناگون داده، به صورت پویا برای فضای محدود واسط کاربر، با یکدیگر رقابت می‌کنند، پیام‌های مرتبط با مسائل ایمنی، برتری پیدا می‌کنند.

## نگاه مثبت به نیاز به دانستن در بخش خصوصی
در سازمان‌ها و شرکت‌های خصوصی، اطلاعات حساس کمتری وجود دارند. به همین دلیل می‌توان با معیار (نیاز به دانستن) از زاویهٔ دیگری برخورد کرد. اغلب همان‌طور که در مثال بالا بیان شد دانستن به اندازه کافی می‌تواند در بهبود فرایند کار در یک سازمان مؤثر باشد. به همین دلیل در بخش خصوصی می‌توان (نیاز به دانستن) را با این سؤال سنجید که (اگر بداند آیا بهره‌وری افزایش می‌یابد؟) در حقیقت چیزی که مشخص می‌کند فرد به اطلاعات دسترسی داشته باشد یا خیر بهبود بهره‌وری در سازمان است. این موجب یک رویکرد مثبت با اثربخشی مطلوب در سازمان خواهد بود.